# Port Charlotte Hotel

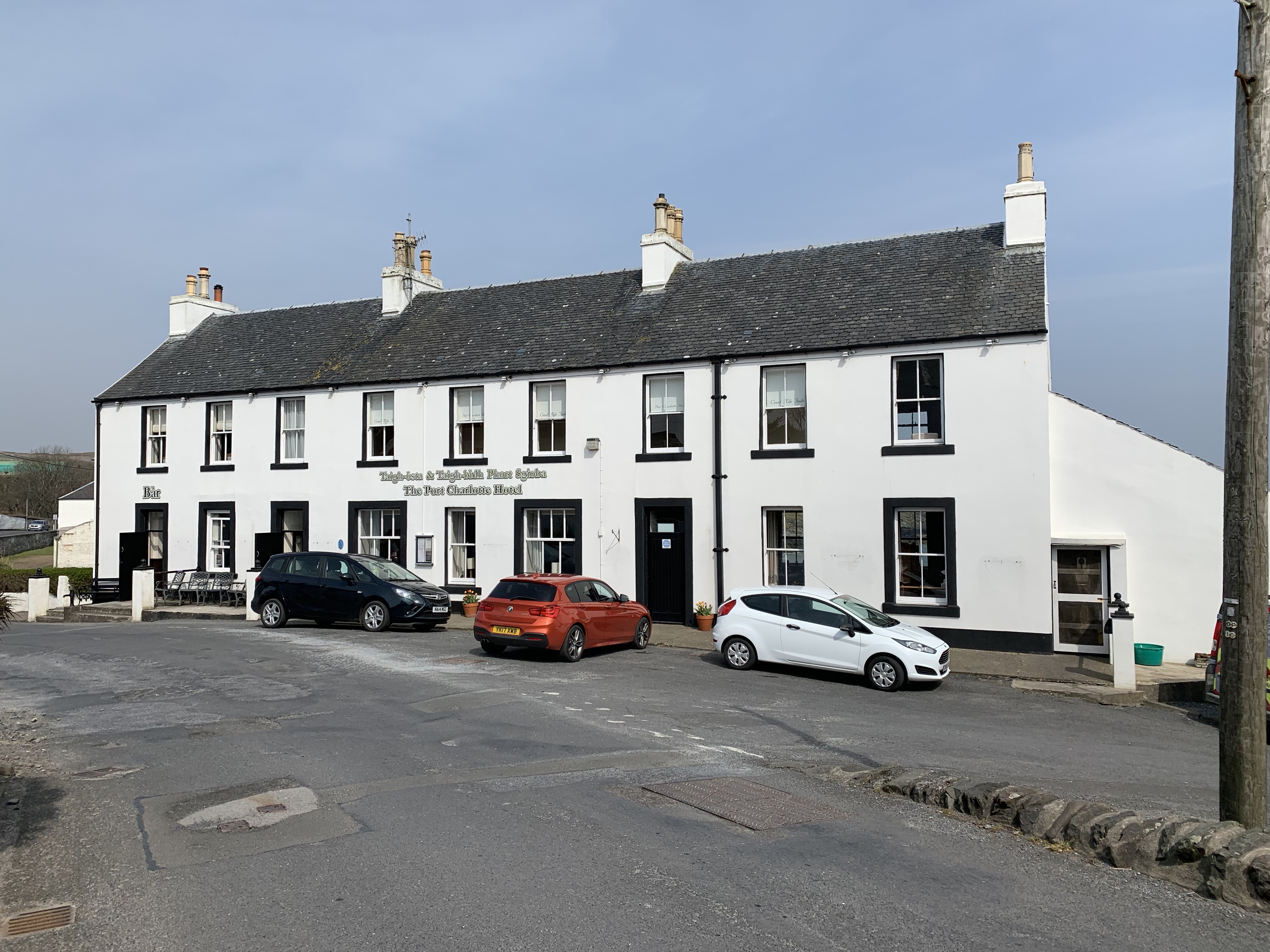
Port Charlotte Hotel

Das Port Charlotte Hotel ist ein Hotel in der schottischen Stadt Port Charlotte auf der Hebrideninsel Islay. Die Gebäude stehen im Stadtzentrum auf der Ostseite der Main Street. 1980 wurden die Gebäude in die schottischen Denkmallisten in der Kategorie C aufgenommen.

## Beschreibung
Das heutige Port Charlotte Hotel besteht aus drei ursprünglich selbstständigen, in geschlossener Bauweise errichteten Wohnhäusern. Diese wurden im Zuge der Entwicklung Port Charlottes von Walter Frederick Campbell, dem Laird von Islay, 1829 in Auftrag gegeben. Im späten 19. Jahrhundert wurden die Häuser dann zu einer Einheit verschmolzen, erweitert und optisch an die viktorianische Architektur angepasst. Das Hotel steht direkt an der Main Street und bildet im Süden das Eckhaus zur Shore Street. Es ist zweistöckig gebaut, verputzt und gekalkt und schließt mit einem Satteldach ab. An der Rückseite geht ein Flügel in östlicher Richtung ab. Dieser ist dreistöckig, weist aber, da das Gelände in dieser Richtung abschüssig ist, die gleiche Giebelhöhe wie das Hauptgebäude auf. Drei Walmgauben weisen in nördliche Richtung. Die Dächer beider Gebäude sind mit Schieferschindeln gedeckt. Das Gebäude wurde im Laufe der Jahre mit mehreren flachen Anbauten ausgebaut. Es wird derzeit als Hotel genutzt, wobei zehn Zimmer zur Verfügung stehen. Ebenerdig sind ein Restaurant und eine Bar untergebracht.